# Heath (Massachusetts)
Heath é uma vila localizada no condado de Franklin no estado estadounidense de Massachusetts. No Censo de 2010 tinha uma população de 706 habitantes e uma densidade populacional de 10,94 pessoas por km².

## Geografia
Heath encontra-se localizado nas coordenadas 42° 41′ 36″ N, 72° 49′ 23″ O. Segundo o Departamento do Censo dos Estados Unidos, Heath tem uma superfície total de 64.55 km², da qual 64.45 km² correspondem a terra firme e (0.16%) 0.1 km² é água.

## Demografia
Segundo o censo de 2010, tinha 706 pessoas residindo em Heath. A densidade populacional era de 10,94 hab./km². Dos 706 habitantes, Heath estava composto pelo 97.31% brancos, o 0.42% eram afroamericanos, o 0.14% eram amerindios, o 0% eram asiáticos, o 0% eram insulares do Pacífico, o 0.14% eram de outras raças e o 1.98% pertenciam a duas ou mais raças. Do total da população o 1.42% eram hispanos ou latinos de qualquer raça.